# Kenneth Koch
Kenneth Koch (Cincinnati, 27 de fevereiro de 1925 – 2002) foi um premiado autor de numerosas coleções de poesia e peças de teatro de vanguarda, ficção curta, atuando como um dos mais conhecidos professores de escrita criativa nos Estados Unidos, em uma carreira que se estendeu ao longo de cinco décadas. Um dos fundadores e associado com a Escola de Nova Iorque de poesia na maior parte da sua carreira, Koch usou a sátira, o surrealismo, a ironia e o elemento surpresa em muitos poemas, porém com um propósito sério de crítica literária e social, com uma compreensão sutil das nuanças da língua.

## Trabalhos selecionados
- Poems (1953)
- Ko: or, A Season on Earth (1959)
- Permanently (1961)
- Thank You and Other Poems (1962)
- Bertha, & other plays (1966)
- Poems from 1952 and 1953 (1968)
- The Pleasures of Peace and Other Poems (1969)
- Sleeping with Women (1969)
- When the Sun Tries to Go On (1969)
- The Art of Love (1975)
- The Duplications (1977)
- The Burning Mystery of Anna in 1951 (1979)
- From the Air (1979)
- Days and Nights (1982)
- On the Edge (1986)
- Seasons on Earth (1987)
- On the Great Atlantic Rainway: Selected Poems 1950–1988 (1994)
- One Train (1994)
- Straits (1998)
- New Addresses (2000)
- A Possible World (2002)